# Julien Faussurier
Julien Faussurier (* 14. Januar 1987 in Lyon) ist ein französischer Fußballspieler.

## Karriere

### Anfänge
Faussurier begann seine fußballerische Karriere in der Jugendakademie von Olympique Lyon. Bis 2007 spielte er dort auch in der zweiten Mannschaft. 2007 wechselte er zum ES Troyes AC, wo er zunächst ebenfalls in der Amateurmannschaft spielte.

### Der Weg zum Profi bei Troyes
Im Sommer 2008 unterschrieb er bei Troyes seinen ersten Profivertrag. Am 1. August 2008 (1. Spieltag) gab er sein Ligue-2-Debüt, nachdem er gegen den SC Bastia in der 78. Minute für Éric Marester ins Spiel kam. Ab dem 12. September 2008 (6. Spieltag) spielte er nahezu jedes Spiel von Anfang an und über die volle Spielzeit. So kam er als Stammspieler auf 35 Einsätze, in denen er zwei Assists beitragen konnte. Am Ende der Saison stieg er mit seiner Mannschaft jedoch als Tabellen-Vorletzter in die National ab.
In der neuen Liga debütierte er am 7. August 2009 (1. Spieltag) gegen den Louhans-Cuiseaux FC beim 2:0-Sieg in der Startelf. Bei einem 5:0-Sieg über Stade Plabennec eine Woche später (3. Spieltag) schoss er sein erstes Tor für den Verein, als er zum 3:0 in der 34. Minute traf. In der gesamten Saison schoss er vier weitere Tore in 38 Partien und verhalf so der Mannschaft zum direkten Wiederaufstieg.
In seiner zweiten Ligue-2-Saison konnte er am 19. Oktober 2010 (11. Spieltag) sein erstes Tor auf vollständiger Profiebene bejubeln. Er traf beim 1:1-Unentschieden gegen den CS Sedan zum Endstand. Die Saison wurde auf dem 16. Platz kurz vor den Abstiegsrängen beendet. Faussurier spielte dabei in 37 von 38 Spielen, wobei er drei Tore und eine Vorlage beisteuerte.
Auch in der Folgesaison war er absolut gesetzt und spielte 35 Mal, wobei er acht Tore vorlegen und zwei erzielen konnte. Höhepunkte der Saison waren die beiden Spiele vom 20. und 21. Spieltag gegen SCO Angers und Stade Laval. Zusammengenommen schaffte es Faussurier hier zwei Tore zu schießen und drei Vorlagen zu geben. Die Saison wurde auf dem zweiten Tabellenplatz beendet und somit stieg Troyes in die höchste französische Spielklasse auf.
Sein erstes Ligue-1-Spiel absolvierte der mittlerweile 25-jährige gegen den FC Valenciennes, gegen die er bei der 0:1-Niederlage in der Startformation zu finden war. Bei der 3:1-Auswärtsniederlage beim FC Sochaux schoss Faussurier in der 34. Minuet den einzigen Treffer für seine Mannschaft und sein erstes Erstligator. Nach starker Schlussphase in der Saison, in der er außerdem im rechten Mittelfeld aufgeboten war, stand am Ende der 19. Platz und der erneute Abstieg in die Ligue 2. Insgesamt stand er 28 Partien auf dem Platz, in denen er sechs Torbeteiligungen erzielte.

### 2013 bis 2016: FC Sochaux
Daraufhin wechselte er zum ehemaligen Ligakonkurrenten FC Sochaux, die 400 Tausend Euro für ihn bezahlten. Sein Debüt für den SCS gab er am 10. August beim 1:1 gegen den FC Évian in der ersten Elf. Die Saison 2013/14 beendete Faussurier mit drei Torvorlagen in 37 Ligapartien und mit seiner Mannschaft auf dem 18. Platz.
Zurück in der Ligue 2, debütierte er am 2. August 2014 (1. Spieltag) gegen die US Orléans für seinen neuen Verein in der alten Liga. In der Saison traf er größtenteils als Mannschaftskapitän auch auf seinen Exverein Troyes. Insgesamt lief er 2014/1536 Mal auf und legte dabei fünf Tore vor.
In der Folgesaison kam er mit seinem Team unter anderem ins Halbfinale der Coupe de France, wo man dann mit 1:0 an Olympique Marseille scheiterte. Die Saison beendete er mit 35 Spielen, zwei Vorlage und nicht mehr als Kapitän der Mannschaft.

### 2016 bis 2022: Stade Brest
Im Sommer 2016 wechselte er zum Ligakonkurrenten Stade Brest. Bei einem 0:0-Remis gegen den GFC Ajaccio am 29. Juli 2016 (1. Spieltag) stand er zum ersten Mal für sein neues Team auf dem Platz und in der Startelf und wich dabei wie noch häufiger in der Saison auf das zentrale Mittelfeld aus. Am 4. November 2016 (14. Spieltag) schoss er gegen den FC Tours sein erstes Tor im neuen Trikot, als er den 1:0-Siegtreffer erzielte. Auch in Brest war er Stammkraft und spielte alle 38 Ligaspiele von Beginn an.
In der Folgesaison spielte Faussurier immer wieder auf dem Flügel oder im rechten Mittelfeld und war somit deutlich offensiver als zuvor. Somit gelangen ihm in 37 Ligaspielen acht Tore und 12 Assists und damit war er einer der erfolgreichsten Scorer der Ligue-2-Saison. Die Mannschaft beendete die Saison auf Rang fünf und qualifizierte sich somit für die Playoffs, in denen man in Runde eins am AC Le Havre scheiterte.
Die Saison darauf fiel er lange aufgrund einer Oberschenkelverletzung aus und verpasste dadurch das Saisonfinale. In den 18 Spielen, die er spielen konnte, traf er einmal. Aber auch ohne ihn schafften seine Teamkollegen den Aufstieg als Zweiter der Ligue 2.
2019/20 debütierte er direkt am 1. Spieltag (10. August 2019) im Spiel gegen den FC Toulouse in der Startformation. Im Spiel darauf (2. Spieltag) traf er gegen die AS Saint-Étienne das erste Mal für den Verein in der neuen Liga, als er bei einem 1:1-Unentschieden die zwischenzeitliche Führung erzielen konnte. Bis zum Ligaabbruch aufgrund der COVID-19-Pandemie in Frankreich lief er 22 Mal auf und traf zweimal.
In der Saison 2020/21 verlor er seinen Stammplatz und spielte nur ungefähr die Hälfte aller Spiele. Die Situation verfestigte sich in der darauffolgenden Saison, weshalb er im Sommer 2022 zum FC Sochaux zurückkehrte.

## Erfolge
ES Troyes AC
- Aufstieg in die Ligue 2: 2010
- Aufstieg in die Ligue 1: 2012

Stade Brest
- Zweiter der Ligue 2 und Aufstieg in die Ligue 1: 2019